# الواساني الدمشقي
أبو القاسم الحسين بن الحسن بن واسان بن محمد الواساني الدمشقي (؟ - 394هـ/1003م) هو شاعر عربي عاش في العصر العباسي.

## سيرته
لا يُعرَف الكثير عن سيرة الواساني الدمشقي، والمعروف أنَّه كان من معاصري الوأواء الدمشقي، واشتهر بهجائه وعدائه لرجل يهودي اسمه منشا بن إبراهيم القزاز، وكان القزاز مُقرَّباً من عددٍ من حُكام وأمراء دمشق، فهجاه الواساني واتهمه بممارسة الفاحشة مع أبي الفضل يوسف بن علي بن قسطا، وهو أحد نبلاء دمشق، فكانت قصيدته سبباً في عزله من منصبه. تُوفِّي الواساني الدمشقي في سنة 394هـ.

## شعره
اشتهر الواساني بشعر الهجاء، وكان هجاؤه مقذعاً فاحشاً، ونظم قصائد في الوصف والغزل والمجون والخمريات. من أشهر قصائده قصيدة نونيَّة تبلغ 194 بيتاً.

## روابط خارجية
- الواساني الدمشقي على موقع موسوعة الديوان الشعرية